# Gelecek Partisi
Die Gelecek Partisi (Kurzbezeichnung: GP; türkisch für: „Zukunftspartei“) ist eine 2019 gegründete Partei in der Türkei.

## Geschichte
Parteigründer ist der ehemalige Ministerpräsident und AKP-Vorsitzende Ahmet Davutoğlu, der im Mai 2016 von diesen Ämtern zurücktrat. Als Grund hierfür nannte er Differenzen mit dem Parteivorstand.
Am 13. September 2019 gab Davutoğlu bekannt, dass er aus der AKP ausgetreten sei, da sie sich zu sehr von ihren ursprünglichen Werten abgewendet habe. Gleichzeitig bestätigte er sein Bestreben, eine neue Partei gründen zu wollen. Dies erfolgte am 12. Dezember 2019, als Davutoğlu eine Rede vor Gründungsmitgliedern hielt und die aktuelle Situation der Türkei in verschiedenen Bereichen kritisierte. Er versprach eine Unabhängigkeit der Justiz, Meinungsfreiheit und eine stärkere Zivilgesellschaft. Unter anderem forderte er eine Abkehr vom 2018 eingeführten Präsidialsystem und nannte zwei Jahre später  eine Rückkehr zur parlamentarischen Demokratie und die Wiederherstellung der Rechtsstaatlichkeit als Zielsetzung.

„In einer Zeit der autoritären und populistischen Tendenzen in der Welt müssen wir ein Land aufbauen, in dem ehrenwerte Menschen erhobenen Hauptes und mit freiem Willen leben.“